# Erwin Görlach
Erwin Görlach (* 7. Januar 1902 in Olbersdorf, Bezirk Reichenberg, Königreich Böhmen; † 29. Juli 1974 in Langenberg) war ein deutscher Grafiker und Maler.

## Leben und Werk
Görlach studierte Architektur an der Deutschen Technischen Hochschule Prag. Er gehörte in Prag zum Umkreis von August Brömse und Karl Krattner (1862–1926). Nach dem Studium arbeitete er als Kunsterzieher, u. a. an Schulen in Asch und in Rumburk, weshalb er den Professorentitel trug. In einigen Quellen wird auch der Doktor-Titel genannt. Daneben betätigte Görlach sich intensiv künstlerisch, vor allem als Holzschneider und Linolschneider. Er schuf neben freien Arbeiten auch Holzschnitte für Buchillustrationen, so um 1931 für Bruno Behms Die schrecklichen Pferde.
Von 1933 bis 1936 leitete Görlach ehrenamtlich das Stadtmuseum Rumburk. Er war Mitglied des Metznerbunds, einer Gruppierung deutschsprachiger Künstler zur Förderung ihrer künstlerischen, sozialen und sozioökonomischen Interessen. Die faschistische Jugendzeitschrift Wille und Macht hob 1938 hervor, dass er einer der wichtigen Vertreter sudetendeutscher Grafik ist. Nachdem das faschistische Deutschland 1939 die Tschechoslowakei annektiert hatte, wurde Görlach Mitglied der Reichskammer der bildenden Künste.
Nach dem Ende des Zweiten Weltkriegs wurde Görlach aus der Tschechoslowakei ausgesiedelt und kam in die Sowjetische Besatzungszone. Er lebte in Weimar und war dort von 1945 bis 1949 Druckmeister an der Hochschule für Baukunst und Bildende Künste. Sein Nachfolger war Arno Fehringer, mit dem er die ersten Blätter von Gerhard Altenbourg gedruckt hatte. Dann arbeitete er in Weimar als freischaffender Künstler. Neben freien Arbeiten illustrierte er eine bedeutende Zahl von Büchern, vor allem für den Weimarer Verlag Gebrüder Knabe, aber auch für den Greifenverlag Rudolstadt und den Berliner Verlag Neues Leben. Mit Hans Neupert, Otto Paetz und Rolf Reimann (* 1924) war er zeitweilig in einer Gruppe Junger Illustratoren verbunden.
1952 ging er zur künstlerischen Arbeit mit seinen Malerkollegen Alfred Ahner, Gerhard Ströch (d. i. Gerhard Altenbourg) und Martin Spröte (1916–1977) in die neu gegründete Landwirtschaftliche Produktionsgenossenschaft in Merxleben.
Görlach war Mitglied des Verbands Bildender Künstler der DDR. Als zur Vorbereitung der Dritten Deutschen Kunstausstellung in Dresden „Künstlerbrigaden“ gebildet wurden, die für die Ausstellung „realistische Kunstwerke“ schaffen sollten, beteiligte er sich als Wartburgbrigade zusammen mit Carl Kuhn, Karl Ortelt, Wolfgang Taubert und Rudolf G. Werner. Von ihnen eingereichte Arbeiten wurden auch ausgestellt.
1956 verließ Görlach die DDR und ging in die Bundesrepublik Deutschland, wo er bis 1967 als Kunsterzieher am Gymnasium Langenberg arbeitete und sich weiter künstlerisch betätigte. Er war Mitglied der Künstlergilde Esslingen. Winterurlaube verbrachte er mehrmals in Südspanien.
Görlach war mit der Grafikerin und Illustratorin Hede Görlach-Niemetz (* 1909) verheiratet.
Originalgrafiken Görlachs befinden sich u. a. im Archiv der Moderne der Bauhaus-Universität Weimar, im Archiv der Akademie der Künste und im Wilhelm Busch – Deutsches Museum für Karikatur und Zeichenkunst, Hannover.

## Werke (Auswahl)

### Holzschnitte
- Vom harten Leben (Folge von sieben Blättern zu den Gedichten Der Kreuzweg von Emil Merker; 1934 publiziert vom Johannes Stauda-Verlag, Kassel)
- Gedichte. Hans Watzlik. (um 1938, Folge; veröffentlicht in der Monatsschrift Sudetendeutsche Kunstschriften)
- Der Wald (Folge)
- Das Dorf (Folge)
- Der Fluß (Folge)
- Rufe nach Menschlichkeit – ein Fragment (vor 1949; Mappe mit 12 Blättern, Mappe 35 × 26 cm; Greifenverlag Rudolstadt)[9]
- Simplicius Simplicissimus (um 1950, 49 Blätter zu Grimmelshausens Roman)
- Des Knaben Wunderhorn. Zeitkritische Holzschnitte. Ichthys Verlag, 1970. ISBN 3-87371-541-4
- Besuch im Pionierlager (22 × 16 cm; auf der Dritten Deutschen Kunstausstellung)[10]
- Auf dem Genossenschaftsacker (1952, Holzschnitt)[11]

### Tafelbilder
- Auf dem Genossenschaftsacker (1952/53, Öl)[12][13]
- Volkstanz (1952/53, Öl)[14][13]

## Ausstellungen (unvollständig)

### Einzelausstellungen
- 1973: Regensburg, Ostdeutsche Galerie (Holzschnitte, Collagen, Monotypien)
- 1989: Kaufbeuren-Neugablonz, Gablonzer Galerie
- 2013: Renchen, Rathaus (Erwin Görlach – Stimme zwischen Orten und Zeiten)[15]

### Beteiligung an Ausstellungen
- 1926: Böhmisch-Leipa, Staatsrealschule (Kunstausstellung des Metznerbunds)
- 1934: Teplitz (Sudetendeutsche Grafik)
- 1938: Berlin (Weihnachtsausstellung der Freunde der bildenden Kunst mit sudetendeutschen Grafikern)
- 1938: Hannover, Künstlerhaus (Herbstausstellung Hannoverscher Künstler)
- 1939: München („Münchner Kunstausstellung“)
- 1947: Thüringenhalle Erfurt (1. Landesausstellung Bildender Künstler Thüringens)[16]
- 1954: Altenburg/Thür., Lindenau-Museum („100 Jahre Staatliches Lindenau-Museum“)